# Дума (эпос)

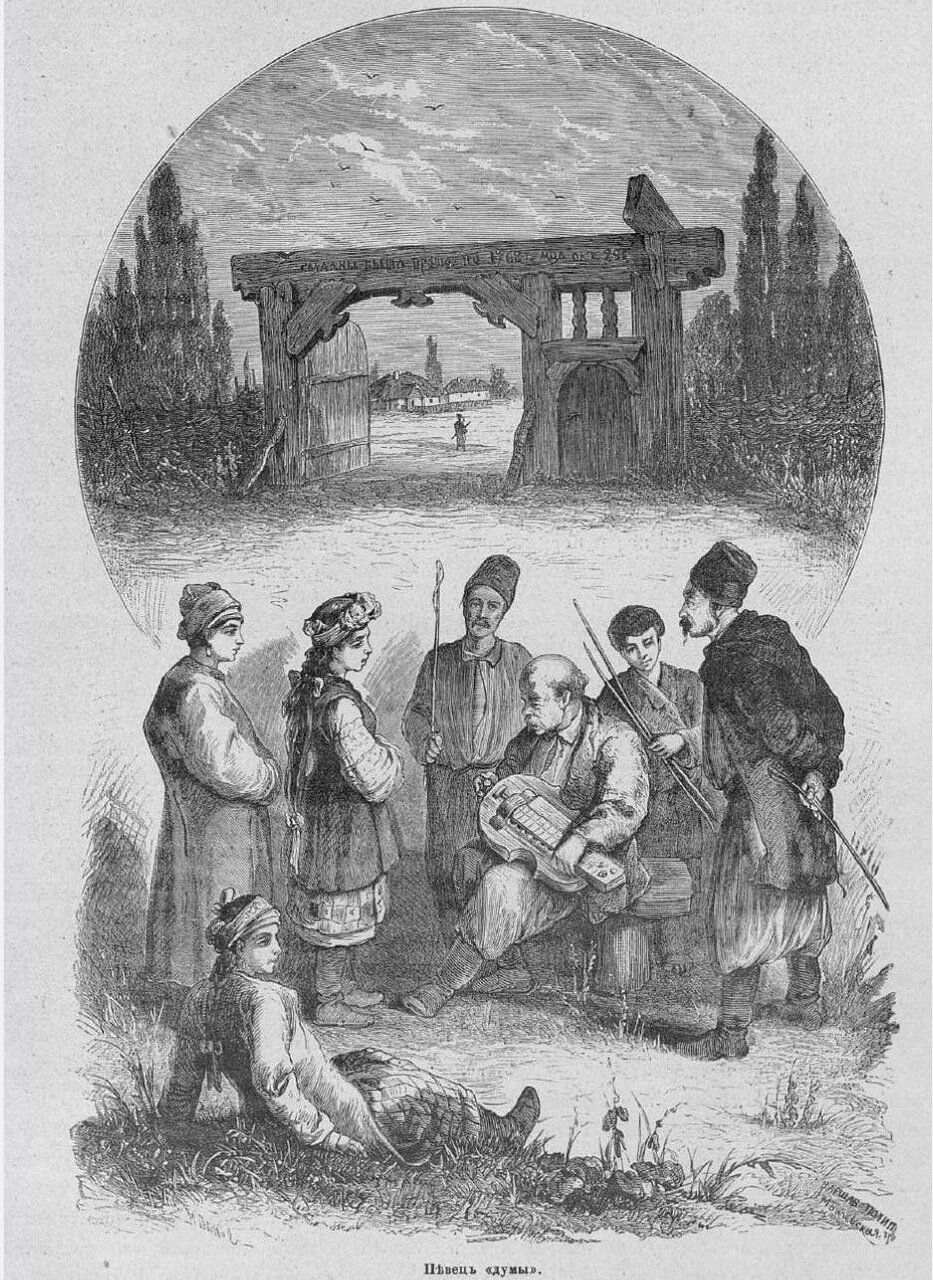
Певец Думы. Из книги «Живописная Россия»

Ду́ма (укр. Дума) — лирико-эпическое произведение украинской устной словесности о жизни казаков XVI—XVIII веков, которое исполняли странствующие певцы-музыки: кобзари, бандуристы, лирники в Центральной и Левобережной Украине. Аналог исторических песен в русском фольклоре.
В научную терминологию название «думы» ввёл М. Максимович, понимавший их как своего рода казацкий эпос. Наиболее ярко в думах отражены периоды борьбы казаков с турками, татарами, поляками и другими внешними врагами. Одной из самых популярных направлений дум является историческая дума (например: "Смерть Ермака", написанная Кондратием Фёдоровичем Рылеевым).

## Характеристики
По объёму дума больше исторических балладных песен, с которыми, как и с давним дружинным эпосом («Слово о полку Игореве», старинные колядки, былины), имеет генетическую связь. В структуре думы является более или менее выраженные три части: запев («заплачка», как называли кобзари), основной рассказ, окончание. Стихосложение думы неравносложное, астрофичное (без разделения на строфы-куплеты через изменчивость порядка рифмовки), с интонационно-смысловым членением на уступы-тирады, в пении начинается криками «ой», а завершается «гей-гей».
Своей стихотворной и музыкальной формой думы представляют высшую стадию речитативного стиля, развитого ранее в причитаниях, из которых думы переняли некоторые мотивы и поэтические образы. С причитаниями думы роднит и характер импровизации. Длинные рецитации дум переходят в плавные, меняющиеся формы. Каждый кобзарь перенимал от своего учителя образец исполнения в общих чертах и создавал свой отдельный вариант мелодии, под которую исполнял все думы своего репертуара.
Пение дум требует особого таланта и певческой техники (поэтому думы сохранились только среди профессиональных певцов). Доминантный элемент думы — словесный, а не музыкальный, и формируется он в определённой мере импровизационно, поэтому рифмы часто риторические. Рифмы в думах преимущественно глагольные. В поэтике характерны развёрнутые отрицательные параллели (чаще всего в запеве), традиционные эпитеты (земля християнська, тихі води, ясні зорі, мир хрещений, тяжка неволя), тавтологичные высказывания (хліб-сіль, мед-вино, орли-чорнокрильці, дуки-срібляники, вовки-сіроманці, турки-яничари, п'є-гуляє), коренословные (піший-піхотинець, жити-проживати, кляне-проклинає, п'є-підпиває, квилить-проквиляє), разнообразные фигуры поэтического синтаксиса (риторические вопросы, обращения, повторы, инверсия, анафора и т. д.), традиционные эпические числа (3, 7, 40 и др.). Стиль дум торжественный, возвышенный, чему способствует использование архаизмов, старославянизмов и полонизмов (златоглавий, глас, іспадати, розношати, соглядати, перст, глава). Эпичность и торжественность дум усиливается ретардациями — замедлением рассказа через повторение фраз-формул.
У думы, в отличие от баллад и эпоса других народов, нет ничего фантастического. Древнейшее упоминание о думах есть в хронике («Анналы», 1587) польского историка С. Сарницкого, древнейший текст думы, найденный в краковском архиве М. Возняком в 1920-х годах в сборнике Кондрацкого (1684) «Козак Голота».

### Музыка и стиль
Напевы дум состоят из:
- речитатива на одном звуке в пределах кварты;
- мелодичного речитатива или семантично-однозначных речитативных напевов;
- различной длительности мелодичных каденций в конце тирады или её отрезков, т. н. формул окончаний;
- вступительной мелодичной формулы со слова «гей!», т. н. «заплачки».

Речитативные напевы, начальные и финальные мелодичные формулы обычно украшены мелизмами. Ладовую основу большинства дум составляет дорийский лад с повышенной IV ступенью, с нижним вступительным тоном (VII) и субквартой (V). Повышенная IV ступень используется в качестве вступительного тона в доминанте, вследствие чего V ступень выполняет функцию временной тоники. Увеличенная секунда, которое образовалось между ІІІ и IV ступенями, образует специфично «восточный» колорит или передаёт чувства страданий (по мнению кобзарей, «придаёт жалости»).

## Сюжеты
Основными темами дум являлись:
- турецкая неволя («Невольники», «Плач невольника», «Маруся Богуславка», «Иван Богуславець», «Сокол», «Бегство трех братьев из Азова»)
- рыцарская смерть казака («Иван Коновченко», «Хведир Безродный», «Самарские братья», «Смерть казака на Кодымский долине», «Вдова Сера Ивана»)
- освобождение из неволи и счастливое возвращение к родному краю («Самойло Кошка», «Алексей Попович», «Атаман Матяш старый», «Разговор Днепра с Дунаем»)
- казацкое рыцарство, семейная жизнь и осуждение богачей-сребреников («Козак Голота», «Казацкая жизнь», «Ганжа Андыбере»)
- освободительная война Хмельницкого («Хмельницкий и Барабаш», «Корсунська битва», «Поход на Молдавию», «Восстание после Белоцерковского мира», «Смерть Богдана и выбор Юрия Хмельницкого»)
- семейная жизнь («Вдова и три сына», «Сестра и брат», «Прощание казака с семьей»)..